# Liste der Kulturgüter in Ormont-Dessous
Die Liste der Kulturgüter in Ormont-Dessous enthält alle Objekte in der Gemeinde Ormont-Dessous im Kanton Waadt, die gemäss der Haager Konvention zum Schutz von Kulturgut bei bewaffneten Konflikten, dem Bundesgesetz vom 20. Juni 2014 über den Schutz der Kulturgüter bei bewaffneten Konflikten sowie der Verordnung vom 29. Oktober 2014 über den Schutz der Kulturgüter bei bewaffneten Konflikten unter Schutz stehen.
Objekte der Kategorien A und B sind vollständig in der Liste enthalten, Objekte der Kategorie C fehlen zurzeit (Stand: 1. Januar 2023).

## Kulturgüter
| Foto |                                                                            | Objekt                                                                          | Kat. | Typ | Standort                            | Beschreibung |
| ---- | -------------------------------------------------------------------------- | ------------------------------------------------------------------------------- | ---- | --- | ----------------------------------- | ------------ |
| ja   | Datei hochladen · Wikidata zu Pont des Planches (Q3397392)                 | Pont des Planches KGS-Nr.: 06379                                                | A    | G   | 570486 / 133867                     |              |
| BW   | Datei hochladen · Wikidata zu Speicher (Q29891361)                         | Speicher / Grenier KGS-Nr.: 06380                                               | B    | G   | Route de Leysin 1.4 569743 / 134179 |              |
| BW   | Datei hochladen · Wikidata zu (Q29891363)                                  | Maison de l’Aigle noir KGS-Nr.: 06381                                           | B    | G   | Chemin du Doyen 1 569026 / 133805   |              |
| ja   | Datei hochladen · Wikidata zu Reformierte Kirche Saint-Maurice (Q29891359) | Reformierte Kirche Saint-Maurice / Église réformée Saint-Maurice KGS-Nr.: 06382 | B    | G   | Route de Leysin 1.3 569689 / 134119 |              |
| BW   | Datei hochladen                                                            | Burgruine Aigremont / Ruines du château d’Aigremont KGS-Nr.: 14707              | B    | F   | Les Voëttes 572470 / 134699         |              |